# Circular Head Council
Circular Head Council är en kommun i Australien. Den ligger i delstaten Tasmanien, i den sydöstra delen av landet, omkring 280 kilometer nordväst om delstatshuvudstaden Hobart. Antalet invånare var 7 926 vid folkräkningen 2016.
Följande samhällen finns i Circular Head:
- Smithton
- Forest
- Christmas Hills
- Stanley
- Marrawah
- Rocky Cape
- Edith Creek
- Trowutta